# Precision pistol competition
A Precision Pistol Competition (PPC), originalmente e ainda hoje conhecida como Police Pistol Combat na América do Norte, é uma competição esportiva de tiro com foco no tiro de precisão de uma variedade de posturas (em pé, ajoelhado, sentado e deitado) em distâncias variadas (3, 7, 15 , 25 e 50 metros ou jardas), incluindo tiro por trás de um obstáculo. A competição visa criar uma medida de semelhança com as situações do mundo real e é considerada uma das precursoras do tiro prático. A "World Association PPC 1500" (WA1500) é o órgão governante internacional do PPC.

## Visão geral
O formato da competição de PPC foi criado nos EUA entre 1957 e 1958 e oficializado como Police Pistol Combat pela NRA em 1962, tendo como objetivo, ajudar os policiais a melhorar suas habilidades com armas de fogo no cumprimento do dever. Originalmente, esta era uma competição específica para revólver, tendo o primeiro campeonato ocorrido em 1962 em Bloomington, Indiana, porque, na época, a maioria dos policiais carregava esse tipo de arma, mas foi posteriormente expandida para incluir pistolas de carregamento automático. Os revólveres, são normalmente no calibre .38 Special, já as pistolas, podem ser nos calibres: 9mm, no .40 ou no .45 ACP.
Ao longo dos anos a disciplina foi conhecida por vários nomes como "Police Pistol Combat", "Practical Police Course", "Practical Pistol Course" e "Practical Pistol Combat", mas "Precision Pistol Competition" é o nome oficial usado hoje pela WA1500, o órgão de sanção internacional. O esporte se tornou popular nos Estados Unidos, Suécia, Alemanha, Noruega e Canadá, e as partidas oficiais não são mais restritas a policiais ou militares.
A PPC é frequentemente associada a um estilo particular de revólver com um cano pesado e conjuntos de mira proeminentes, características que garantiam um aumento na precisão. Este não é o único tipo de arma de fogo usada na competição de PPC, mas alguns fabricantes usaram "PPC" como parte do nome do modelo dessas armas e o nome pegou.